# حسنعلی نخودکی اصفهانی

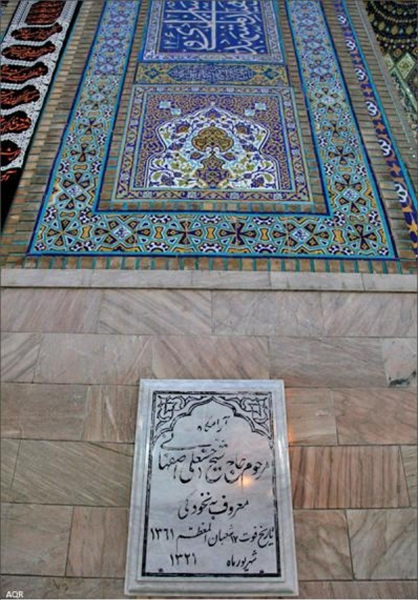
کتیبه پیشین سنگ قبر نخودکی

حسنعلی اصفهانی ناموَر به نخودکی (۱۲۴۱ اصفهان — ۸ شهریور ۱۳۲۱هجری شمسی، مشهد) فقیه، فیلسوف و از عارفان شیعه در سده ۱۴ است. وی در سال‌های پایانی عمر، در روستایی به نام نخودک در نزدیکی مشهد سکونت داشت و به همین دلیل نیز به حسنعلی نخودکی مشهور بود.

## زندگی
حسنعلی مقدادی اصفهانی (نخودکی)، فرزند علی‌اکبر مقدادی اصفهانی بسال ۱۲۴۱ش در خانواده‌ای مذهبی، در اصفهان متولد شد. پدر وی ملاّ علی‌اکبر از راه کسب، روزی خود و خانواده را تحصیل می‌کرد. وی به دلیل علاقه به مقداد که از اصحاب خاص علی بن ابی‌طالب بوده است، نام مقدادی را برای فامیل خودش انتخاب کرد و پیش از اینکه نام فامیل در ایران، رواج یابد در مشهد به شیخ اصفهانی شهرت داشت و چون در سال‌های پایان عمر به قریه نخودک، مهاجرت کرد، بعدها به نخودکی شهرت یافت.

## درگذشت
وی در ۸ شهریور ۱۳۲۱ خورشیدی (برابر ۱۷ شعبان ۱۳۶۱ق) درگذشت و پس از اقامه نماز میت توسط حسین فقیه سبزواری بر پیکرش، در صحن انقلاب اسلامی حرم علی بن موسی الرضا (مشهد) دفن شد.
علی مقدادی اصفهانی فرزند اوست و از نویسندگان شیعه معاصر است که در اسفند سال ۱۳۸۸ در تهران درگذشت و در خراسان دفن شد. وی شرح حال پدرش را در کتاب نشان از بی نشان‌ها آورده است.

## تحصیلات
حسنعلی اصفهانی از آغاز نوجوانی خود، به کسب دانش و تحصیل علوم مختلف مشغول شد، خواندن و نوشتن و همچنین زبان و ادبیات عرب را در اصفهان فرا گرفت و در همین شهر، نزد استادان بزرگ زمان، به تحصیل فقه و اصول و منطق و فلسفه پرداخت.
وی فقه و فلسفه را از محمد کاشانی آموخت. همچنین فلسفه و حکمت را از جهانگیرخان و تفسیر قرآن را از محضر درس سید سینا (فرزند سید جعفر کشفی) و چند تن دیگر از علماء عصر آموخت. سپس برای تکمیل معارف به نجف و به کنار مرقد علی بن ابی‌طالب رفت. در این شهر، از جلسات درس سید محمد فشارکی و سید مرتضی کشمیری و ملا اسماعیل قره‌باغی استفاده می‌کرد. او علاوه بر علوم معارفی و عرفانی در اصفهان و نجف دروس فقه، اصول و فلسفه را از افرادی همچون: جهانگیرخان قشقایی، آخوند خراسانی و سید محمد فشارکی فراگرفت.
حسنعلی نخودکی در نجف هم حجره‌ای سید حسن مدرس بود. از دوستان او می‌توان به محمد بهاری و سید حسین طباطبایی بروجردی و فضل‌علی شریعت مهدوی، اشاره کرد.

## عرفان
ملاعلی‌اکبر پدر حسنعلی که خود ملازم محمدصادق تخت‌فولادی (عارف مشهور) بود به منظور تربیت عرفانی، نخودکی را نیز نزد وی برد و از او خواست تا تربیت و مراقبت از وی را برعهده بگیرد. حسنعلی از هفت سالگی تا یازده سالگی زیر نظر تخت‌فولادی به ریاضت‌های شرعی مشغول شد.
به ادعای نورالدین مدرسی چهاردهی، پولادی و به تبع آن، نخودکی‌ها از جمله پیروان طریقت چشتیه که از جمله سلسله‌های تصوف در شبه قاره هند بوده‌اند. سلسله چشتیه منسوب به خواجه معین الدین چشتی است (چشت قریه‌ای است از قراءِ هرات). خواجه معین الدین حسن چشتی سنجری اجمیری پس از سید علی هجویری نویسنده کتاب کشف المحجوب به قاره هند رو آورد.
در سال ۱۲۹۰ه‍.ق محمدصادق تخت‌فولادی درگذشت و حسنعلی، سه سال دیگر نیز به ریاضت پرداخت، چنان‌که شب‌ها تا صبح بیدار می‌ماند و هر روز، روزه می‌گرفت. پس از آن، برای بهره بردن از سید جعفر حسینی قزوینی به شهرضا رفت.
از وی کرامات و خوارق عادات متعددی نقل شده و وی به این ویژگی مشهور است.

### اجازه روایت
آن‌گونه که در کتاب الاجازه الکبیره و المسلسلات آمده، سید شهاب‌الدین مرعشی نجفی از نخودکی اجازه نقل روایت دارد. دست‌خط نخودکی در آن کتاب آمده است.